# Râul Valea Verde, Tărâia
Râul Valea Verde este un afluent al râului Tărâia, care la rândul său este un afluent al râului Olteț, afluent al Oltului din România.